# Faille (textile)
Pour les articles homonymes, voir Faille (homonymie).

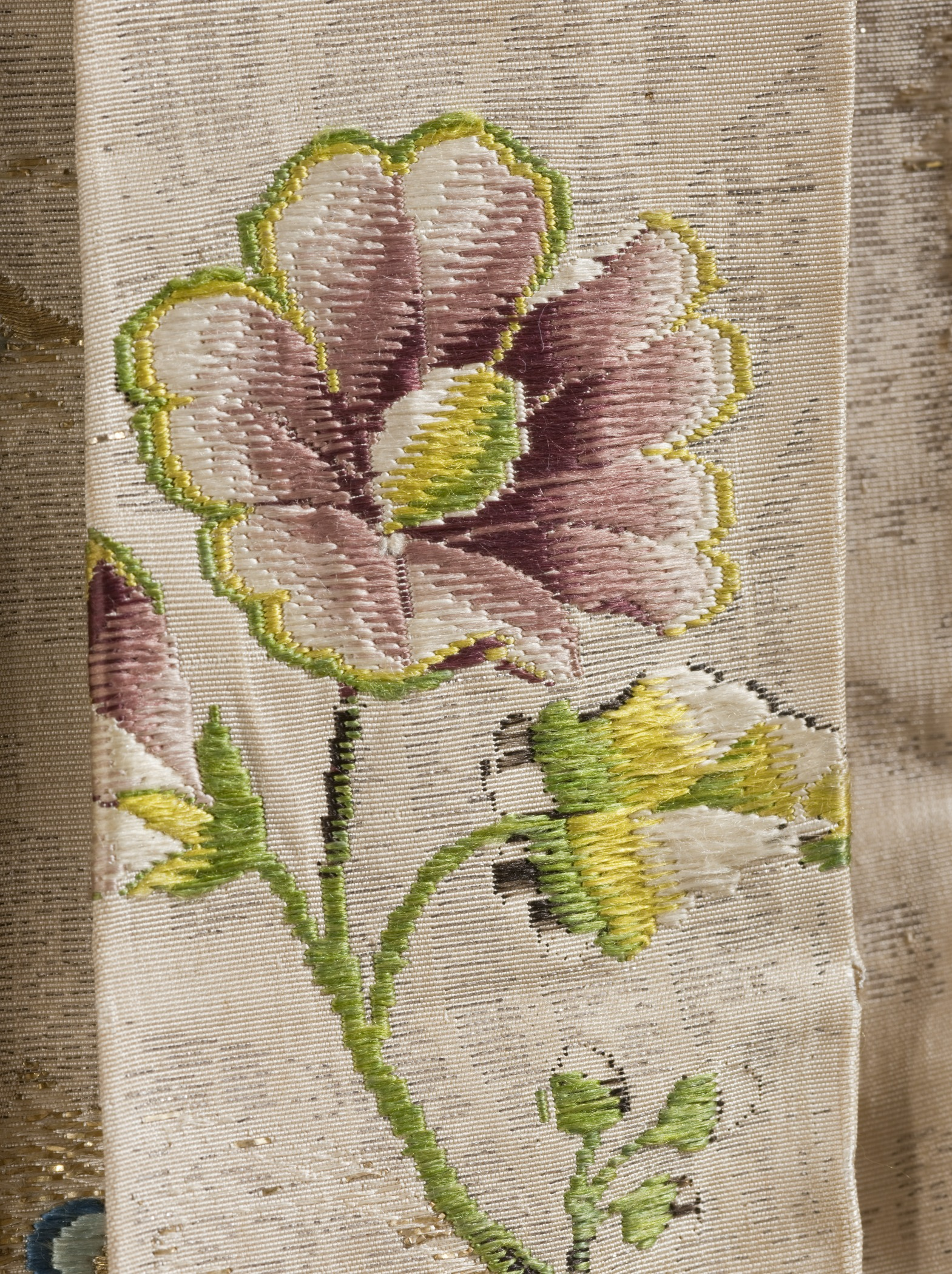
France ou Angleterre, vers 1760-1765 Costumes; ensembles Soie à armure toile (faille) avec motif de trame supplémentaire en soie et en fil métallique, et bordure en dentelle métallique Jupon entrer dans le dos len

La faille est une étoffe de soie à gros grains formant des côtes.